# Lewis Capaldi
Pour les articles homonymes, voir Capaldi.
Lewis Capaldi est un chanteur, musicien et auteur-compositeur-interprète écossais, né le 7 octobre 1996 à Glasgow.
En 2018, il remporte plusieurs succès musicaux. En 2019, il se classe premier des charts britanniques, puis des charts américains, avec son single Someone You Loved qui est écouté plus de 3,8 milliards de fois sur Spotify à ce jour.
Son premier album, Divinely Uninspired to a Hellish Extent, est sorti le 17 mai 2019 et s'est classé premier des ventes d'albums au Royaume-Uni et en Irlande. C'est également le cas de son second album Broken By Desire to Be Heavenly Sent sorti le 19 mai 2023.

## Biographie

### Jeunesse et débuts
Lewis Capaldi naît à Glasgow, en Écosse et y vit jusqu'à l'âge de quatre ans. Il est le dernier de quatre enfants ; son père est poissonnier et sa mère, infirmière,.
Il est scolarisé à St Kentigern's Academy à Blackburn dans le West Lothian.
À partir de neuf ans, il apprend à jouer de la guitare et de la batterie. À l'âge de douze ans, il commence sa carrière musicale en chantant dans des pubs. À dix-sept ans, il décide de faire carrière dans la musique.
En 2016, il obtient un Higher National Diploma en musique au New College Lanarkshire. Il est repéré par son manager Ryan Walter grâce à une chanson enregistrée sur iPhone sur son compte SoundCloud.

### Carrière
Son premier single Bruises est sorti le 31 mars 2017. Il atteint rapidement les 28 millions d'écoutes sur Spotify dans le monde, ce qui fait de lui l'artiste sans label ayant atteint le plus rapidement les 25 millions d'écoutes sur la plate-forme. Peu de temps après, il signe un contrat avec Virgin EMI Records et Capitol Records. Il sort son premier EP Bloom, le 20 octobre 2017, sur lequel il a travaillé avec le producteur Malay, collaborateur de Frank Ocean.

#### Premiers succès et tournée européenne (2017-2018)
À la fin de l'année 2017, Lewis Capaldi est sur la liste des Artists to Watch 2018 établie par Vevo Dscvr ; il est également cité dans le sondage Sound of 2018 établi par BBC Music.
En novembre 2017, il participe à la tournée européenne de Rag'n'Bone Man, puis à la partie nord-américaine de la tournée de Milky Chance pour leur album Blossom, ce qui lui attire l'attention d'autres célébrités comme Chloë Grace Moretz, Kygo, James Bay, Ellie Goulding et Niall Horan. En mars 2018, ce dernier l'invite pour deux dates de son Flicker World Tour au Clyde Auditorium de Glasgow. En mai 2018, Lewis Capaldi se joint à Sam Smith pour la tournée européenne de l'album The Thrill of It All et fait la première partie de la tournée pour plus de 19 dates.
Le 13 juillet 2018, il est nommé sur la Brit List de BBC Radio 1. En août 2018, le groupe irlandais Kodaline l'invite à faire la première partie de leur concert à Belfast. Lewis Capaldi prend également part à plusieurs festivals de musique pendant l'été 2018 : Lollapalooza, Bonnaroo, Firefly, Mountain Jam, Osheaga, Reading & Leeds Festival, Rize et TRNSMT.

#### Breachet nomination aux Brit Awards (2018)

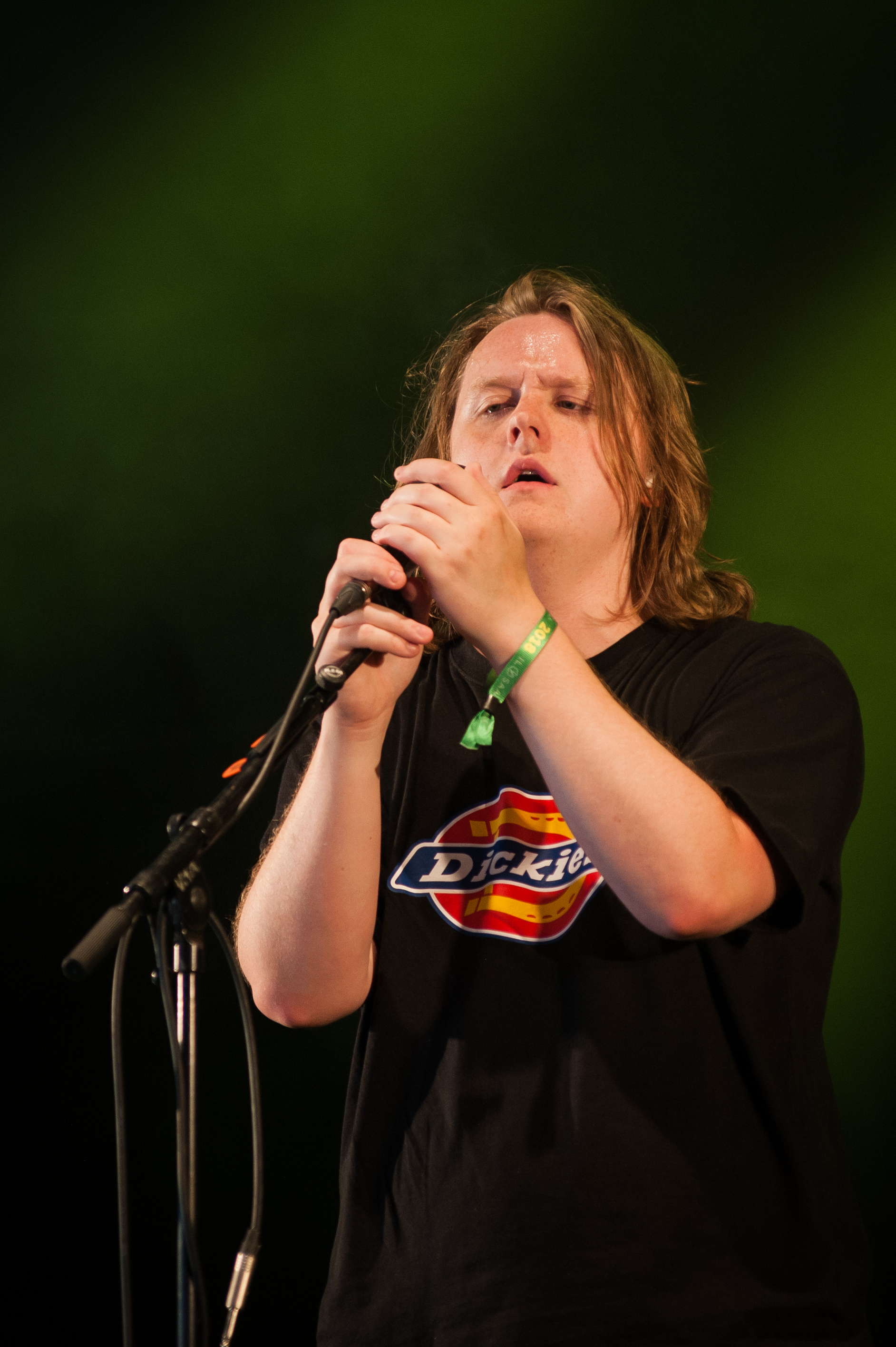
Lewis Capaldi au Ilosaarirock festival en Finlande en 2018.

Son second EP Breach sort le 8 novembre 2018, contenant les chansons Tough et Grace, ainsi que sa nouvelle chanson Someone You Loved et une démo de Something Borrowed. Someone You Loved est diffusé sur la radio Beats 1 d'Apple le jour de la sortie.
Le 14 novembre 2018, il fait une reprise de Shallow de Lady Gaga (de l'album A Star Is Born) au Live Lounge de BBC Radio 1.
En 2019, il est nommé pour le prix du Brit Critic's Choice avec Mahalia et Sam Fender, ce dernier étant finalement le gagnant.

#### Divinely Uninspired to a Hellish Extentet succès mondial (2019-)
L'année 2019 voit la chanson Someone You Loved entrer dans les charts de 29 pays et devenir un succès en Europe, Asie et Australie,. Son premier album Divinely Uninspired to a Hellish Extent sort le 17 mai 2019 et devient l'album le plus vendu au Royaume-Uni depuis cinq ans, et reste cinq semaines en tête des ventes pendant les six premières semaines qui suivent sa sortie. L'album est disque d'or au Royaume-Uni seulement deux semaines après sa sortie. En septembre 2019, il s'est vendu à plus d'un million d'exemplaires dans le monde.
À la fin du mois d'août 2019, il sort un second clip de Someone You Loved réalisé par Ozzie Pulin. Pendant le même mois, il fait la première partie de cinq concerts de la tournée Divide Tour d'Ed Sheeran à Leeds et à Ipswich.

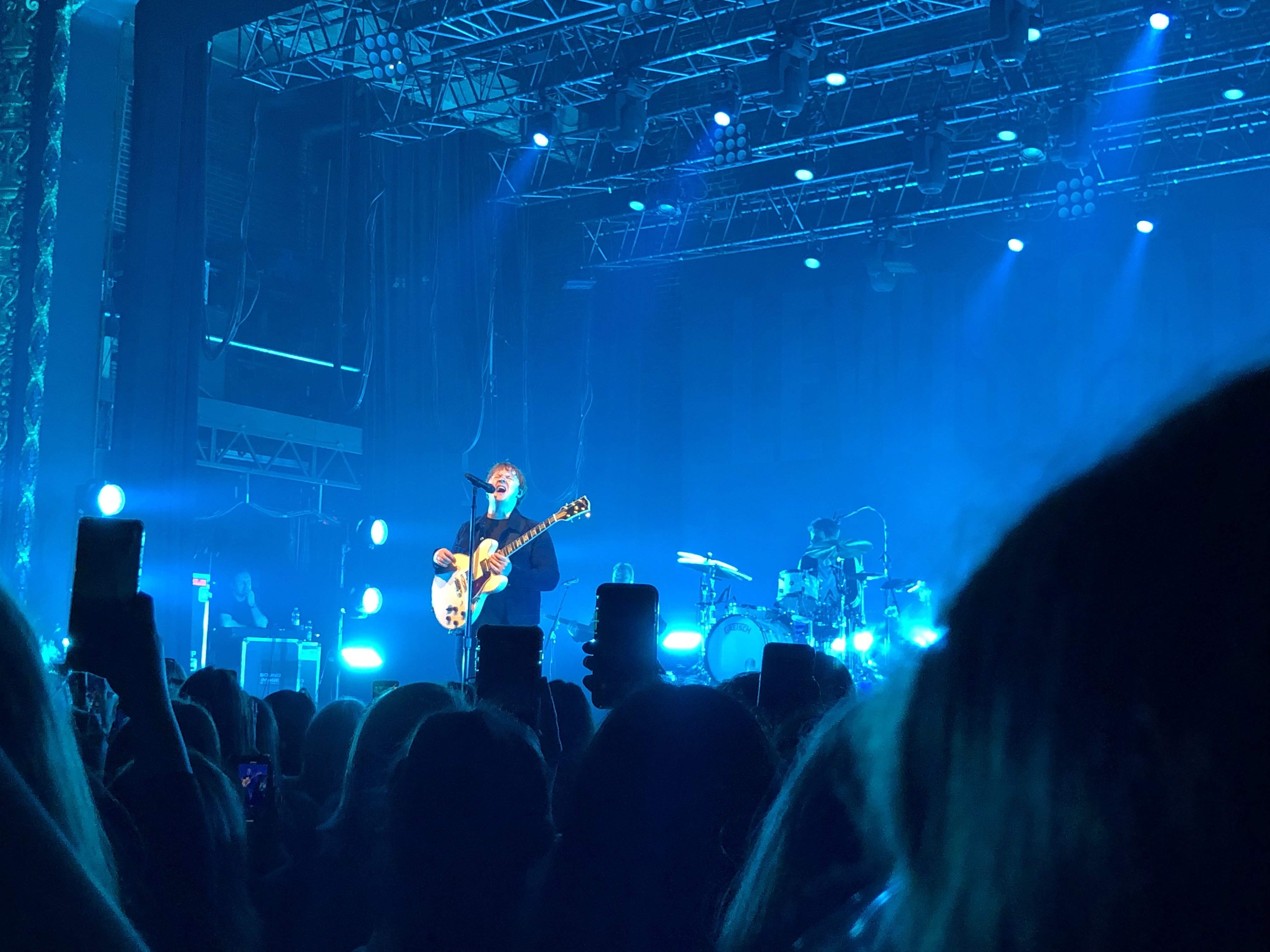
Lewis Capaldi en concert à Montréal, le 7 octobre 2019.

Entre 2019 et 2020, il part en tournée mondiale pour la promotion de Divinely Uninspired to a Hellish Extent. En 2020, les 100 000 tickets des concerts britanniques de se vendent en seulement 10 minutes après l'ouverture. Il devait aussi se joindre à la tournée nord-américaine de Niall Horan Nice To Meet Ya Tour en avril et mai 2020 ; cependant Niall Horan annonce, le 3 avril 2020, le report de cette tournée à une date indéterminée, en raison de la pandémie de Covid-19. En mai 2020, Lewis Capaldi annonce à son tour l'annulation de ses concerts aux États-Unis en raison de la pandémie.
Le 26 septembre 2019, il sort un nouvel EP Bruises, contenant trois nouvelles versions de son premier single.
À la fin du mois d'octobre 2019, Someone You Loved atteint la première place du Billboard Hot 100, faisant de lui le premier artiste solo écossais en tête des charts américains depuis Sheena Easton en 1981. Après être redescendue en seconde place, la chanson est de nouveau en première place des charts américains le 11 novembre 2019, puis la semaine suivante. Le 31 janvier 2020, Before You Go devient son second single à atteindre la première place des charts du Royaume-Uni.
Un an après sa sortie, Divinely Uninspired to a Hellish Extent redevient numéro 1 des ventes au Royaume-Uni et est certifié triple disque de platine. Pour célébrer ce premier anniversaire, il sort un nouvel EP live To Tell The Truth I Can't Believe We Got This Far.
Un nouvel album, dont les chansons sont en partie écrites pendant le confinement du Royaume-Uni dû à la pandémie de Covid-19, est annoncé pour 2021. Cependant, en juillet 2022, il annonce que la sortie de ce nouvel album sera retardée. En septembre 2022, il sort un nouveau single Forget Me qui se classe numéro 1 des charts britanniques, puis il annonce son nouvel album intitulé Broken By Desire To Be Heavenly Sent pour le 19 mai 2023, ainsi qu'une nouvelle tournée européenne pour la même année. En septembre 2022, il lance une marque de pizzas surgelées, Big Sexy Pizzas, dans les supermarchés britanniques Iceland et Tesco.
En janvier 2023, Pointless, un nouveau single issu de son nouvel album Broken by Desire to Be Heavenly Sent, se classe premier des charts britanniques. En avril 2023, un documentaire sur lui, How I'm Feeling Now, sort sur Netflix, et le troisième single de son nouvel album, Wish You the Best, atteint à son tour la première place des charts britanniques.

### Vie privée
Lewis Capaldi est d'ascendance écossaise et italienne. Du côté de son père, il est cousin de Peter Capaldi, acteur, réalisateur et chanteur, qui apparaît dans le premier clip de Someone You Loved,,.
Il est également connu pour son activité sur les réseaux sociaux, où il partage notamment des vidéos humoristiques.
En septembre 2022, il déclare qu’il est atteint du syndrome de Gilles de La Tourette.

## Discographie

### Albums
| Titre                                   | Détails | Meilleur classement | Meilleur classement | Meilleur classement | Meilleur classement | Meilleur classement | Meilleur classement | Meilleur classement | Meilleur classement | Meilleur classement | Meilleur classement | Meilleur classement | Certifications                                                                               |
| Titre                                   | Détails | Royaume-Uni         | Écosse              | Australie           | Belgique            | Allemagne           | Irlande             | Norvège             | Suède               | Suisse              | États-Unis          | France              | Certifications                                                                               |
| --------------------------------------- | --- | ------------------- | ------------------- | ------------------- | ------------------- | ------------------- | ------------------- | ------------------- | ------------------- | ------------------- | ------------------- | ------------------- | -------------------------------------------------------------------------------------------- |
| Divinely Uninspired to a Hellish Extent | - Sortie : 17 mai 2019 - Label : Vertigo, Universal, Capitol - Format : CD, téléchargement numérique           | 1                   | 1                   | 7                   | 6                   | 7                   | 1                   | 1                   | 10                  | 3                   | 20                  | 40                  | - BPI : 5 × Platine - IFPI NOR : 4 × Platine - MC : 2 × Platine - ARIA : Platine - SNEP : Or |
| Broken by Desire to Be Heavenly Sent    | - Sortie : 19 mai 2023 - Label : Vertigo, Universal, Capitol - Format : CD, cassette, téléchargement numérique | 1                   | 1                   | 1                   | 2                   | 4                   | 1                   | 2                   | —                   | 2                   | 14                  | 41                  | - BPI : Platine - MC : Or                                                                    |

### EP

#### Studio
| Titre   | Détails                                                                                 | Meilleur classement |
| Titre   | Détails                                                                                 | Canada              |
| ------- | --------------------------------------------------------------------------------------- | ------------------- |
| Bloom   | - Sortie : 20 octobre 2017 - Label: Virgin EMI - Format: Téléchargement numérique       | —                   |
| Breach  | - Sortie : 8 novembre 2018 - Label : Virgin EMI - Format : Téléchargement numérique     | 95                  |
| Bruises | - Sortie : 27 septembre 2019 - Label: Virgin EMI - Format: CD, téléchargement numérique | —                   |

#### Live
| Titre                                             | Détails                                                                                           | Meilleur classement | Meilleur classement           | Meilleur classement |
| Titre                                             | Détails                                                                                           | Écosse              | Royaume-Uni (Téléchargements) | France              |
| ------------------------------------------------- | ------------------------------------------------------------------------------------------------- | ------------------- | ----------------------------- | ------------------- |
| Up Next Live From Apple Champs-Élysées            | - Sortie : 30 août 2019 - Label: Vertigo, Universal - Format: Streaming, téléchargement numérique | —                   | —                             | —                   |
| To Tell The Truth I Can't Believe We Got This Far | - Sortie : 15 mai 2020 - Label: Vertigo, Universal - Format: Streaming, téléchargement numérique  | 8                   | 5                             | 196                 |

### Singles
| Titre                                                                          | Année | Meilleur classement | Meilleur classement | Meilleur classement | Meilleur classement | Meilleur classement | Meilleur classement | Meilleur classement | Meilleur classement | Meilleur classement | Meilleur classement | Meilleur classement | Certifications | Album                                                                                   |
| Titre                                                                          | Année | Royaume-Uni         | Écosse              | Australie           | Belgique            | Canada              | Irlande             | Norvège             | Suède               | Suisse              | États-Unis          | France              | Certifications | Album                                                                                   |
| ------------------------------------------------------------------------------ | ----- | ------------------- | ------------------- | ------------------- | ------------------- | ------------------- | ------------------- | ------------------- | ------------------- | ------------------- | ------------------- | ------------------- | --- | --------------------------------------------------------------------------------------- |
| Bruises (version originale ou orchestrale)                                     | 2017  | 6                   | 2                   | 46                  | —                   | 67                  | 8                   | 15                  | 43                  | 42                  | —                   | —                   | - BPI : 5 × Platine - GLF : Or - MC : 3 × Platine - ARIA: 6 × Platine                                                                                        | Divinely Uninspired to a Hellish Extent (également présent sur les EP Bloom et Bruises) |
| Lost On You                                                                    | 2017  | —                   | 50                  | —                   | —                   | —                   | —                   | —                   | —                   | —                   | —                   | —                   | - BPI : Or - ARIA : Or - MC : Or | Divinely Uninspired to a Hellish Extent (également présents sur l'EP Bloom)             |
| Fade                                                                           | 2017  | —                   | 33                  | —                   | —                   | —                   | —                   | —                   | —                   | —                   | —                   | —                   | - BPI : Or | Divinely Uninspired to a Hellish Extent (également présents sur l'EP Bloom)             |
| Mercy                                                                          | 2017  | —                   | —                   | —                   | —                   | —                   | —                   | —                   | —                   | —                   | —                   | —                   | - BPI : Argent | EP Bloom                                                                                |
| Rush (featuring Jessie Reyez)                                                  | 2018  | —                   | 74                  | —                   | —                   | —                   | —                   | —                   | —                   | —                   | —                   | —                   | - BPI : Or - ARIA : Or | Ce single n'a pas été inclus dans un album.                                             |
| Tough                                                                          | 2018  | —                   | 63                  | —                   | —                   | —                   | 39                  | —                   | —                   | —                   | —                   | —                   | - BPI : Or - ARIA : Or | EP Breach                                                                               |
| Grace                                                                          | 2018  | 9                   | 6                   | —                   | —                   | —                   | 10                  | —                   | —                   | —                   | —                   | —                   | - BPI: 2 × Platine - ARIA : Platine - MC : Or | Divinely Uninspired to a Hellish Extent (également présents sur l'EP Breach)            |
| Someone You Loved                                                              | 2018  | 1                   | 1                   | 4                   | 2                   | 1                   | 1                   | 3                   | 6                   | 3                   | 1                   | 20                  | - BPI : 10 × Platine - ARIA : 15 × Platine - GLF : 3 × Platine - IFPI NOR : Platine - MC : 2 × Diamant - RIAA : Diamant - SNEP : Diamant - BEA : 4 × Platine | Divinely Uninspired to a Hellish Extent (également présents sur l'EP Breach)            |
| Hold Me While You Wait                                                         | 2019  | 4                   | 1                   | —                   | —                   | —                   | 1                   | —                   | 77                  | 63                  | —                   | —                   | - BPI : 4 × Platine - ARIA : 4 × Platine - MC : 2 × Platine                                                                                                  | Divinely Uninspired to a Hellish Extent                                                 |
| Before You Go                                                                  | 2019  | 1                   | 1                   | 7                   | 2                   | 18                  | 1                   | 9                   | 23                  | 5                   | 9                   | 49                  | - BPI : 4 × Platine - MC : 5 × Platine - ARIA : 8 × Platine - BEA : 2 × Platine - SNEP : Diamant - RIAA : Platine                                            | Divinely Uninspired to a Hellish Extent                                                 |
| Forget Me                                                                      | 2022  | 1                   | —                   | 21                  | 5                   | 13                  | 2                   | 13                  | 35                  | 38                  | 65                  | 1                   | - BPI : Platine - ARIA : Platine - SNEP : Or - BEA : Or | Broken By Desire to Be Heavenly Sent                                                    |
| Pointless                                                                      | 2022  | 1                   | —                   | —                   | 34                  | —                   | 7                   | —                   | 48                  | 61                  | —                   | —                   | - BPI : Platine - SNEP : Or | Broken By Desire to Be Heavenly Sent                                                    |
| Wish You the Best                                                              | 2023  | 1                   | —                   | 23                  | 16                  | 19                  | 4                   | 28                  | 77                  | 34                  | —                   | 59                  | - BPI : Platine - SNEP : Or - BEA : Or | Broken By Desire to Be Heavenly Sent                                                    |
| How I'm Feeling Now                                                            | 2023  | 24                  | —                   | —                   | —                   | —                   | 20                  | —                   | 9                   | —                   | —                   | —                   | - BPI : Argent | Broken By Desire to Be Heavenly Sent                                                    |
| Strangers                                                                      | 2024  | 37                  | —                   | —                   | 48                  | —                   | 70                  | —                   | 42                  | —                   | —                   | —                   | | Broken By Desire to Be Heavenly Sent (version étendue)                                  |
| "—" signifie que le single n'a pas été classé ou n'est pas sorti dans ce pays. |       |                     |                     |                     |                     |                     |                     |                     |                     |                     |                     |                     | |                                                                                         |

### Autres chansons classées
| Titre                  | Année | Meilleur classement | Meilleur classement | Meilleur classement | Meilleur classement | Certifications                       | Album                                   |
| Titre                  | Année | Écosse              | Irlande             | Nouvelle-Zélande    | Suède               | Certifications                       | Album                                   |
| ---------------------- | ----- | ------------------- | ------------------- | ------------------- | ------------------- | ------------------------------------ | --------------------------------------- |
| Maybe                  | 2019  | 28                  | —                   | 33                  | —                   | - BPI: Or                            | Divinely Uninspired to a Hellish Extent |
| Forever                | 2019  | 30                  | —                   | —                   | —                   | - BPI : Platine - ARIA : Platine     | Divinely Uninspired to a Hellish Extent |
| One                    | 2019  | 26                  | 6                   | 23                  | —                   | - BPI: Platine - ARIA : Or - MC : Or | Divinely Uninspired to a Hellish Extent |
| Don't Get Me Wrong     | 2019  | 54                  | —                   | —                   | —                   | - BPI : Argent                       | Divinely Uninspired to a Hellish Extent |
| Hollywood              | 2019  | 38                  | —                   | —                   | —                   | - BPI : Or                           | Divinely Uninspired to a Hellish Extent |
| Headspace              | 2019  | 84                  | —                   | —                   | —                   | - BPI : Argent                       | Divinely Uninspired to a Hellish Extent |
| When the Party's Over  | 2019  | —                   | 15                  | 15                  | 7                   | - BPI : Argent - ARIA : Or           | Spotify Singles                         |
| Leaving My Love Behind | 2019  | 11                  | —                   | —                   | —                   | - BPI: Argent                        | Divinely Uninspired to a Hellish Extent |
| Let It Roll            | 2019  | 14                  | —                   | —                   | —                   |                                      | Divinely Uninspired to a Hellish Extent |

## Tournées

### En tant que tête d'affiche
- Bloom UK Tour (2017)
- Divinely Uninspired to a Hellish Extent Tour (2019-2020)
- Broken By Desire To Be Heavenly Sent Tour (2023)

### En tant que première partie
- Sam Smith (2018)
- Niall Horan (2018)
- Bastille (2019)
- Ed Sheeran (2019)

## Distinctions
| Année | Organisation                      | Catégorie/Récompense                             | Nommé                                   | Résultat   | Ref.    |
| ----- | --------------------------------- | ------------------------------------------------ | --------------------------------------- | ---------- | ------- |
| 2017  | Scottish Alternative Music Awards | Best Acoustic Act                                | Lewis Capaldi                           | Lauréat    | [ 92 ]  |
| 2017  | Scottish Music Awards             | Best Breakthrough Artist Award                   | Lewis Capaldi                           | Lauréat    | [ 93 ]  |
| 2018  | BBC                               | Sound of 2018                                    | Lewis Capaldi                           | Inclus     | [ 94 ]  |
| 2018  | Great Scot Awards                 | Breakthrough                                     | Lewis Capaldi                           | Lauréat    | [ 95 ]  |
| 2018  | Forth Awards                      | Rising Star Award                                | Lewis Capaldi                           | Lauréat    | [ 96 ]  |
| 2019  | Brit Awards                       | Critics' Choice Award                            | Lewis Capaldi                           | Nomination | [ 16 ]  |
| 2019  | MTV                               | Brand New for 2019                               | Lewis Capaldi                           | Lauréat    | [ 97 ]  |
| 2019  | Q Awards                          | Best Track                                       | Someone You Loved                       | Lauréat    | [ 98 ]  |
| 2019  | BreakTudo Awards                  | Artista Revelação Internacional                  | Lewis Capaldi                           | Nomination | [ 99 ]  |
| 2019  | NRJ Music Awards                  | Révélation internationale de l'année             | Lewis Capaldi                           | Nomination | [ 100 ] |
| 2019  | NRJ Music Awards                  | Chanson internationale de l'année                | Someone You Loved                       | Nomination | [ 100 ] |
| 2019  | BBC Teen Awards                   | Best British Singer                              | Lewis Capaldi                           | Lauréat    | [ 101 ] |
| 2019  | BBC Teen Awards                   | Best Single                                      | Someone You Loved                       | Lauréat    | [ 101 ] |
| 2020  | Grammy Awards                     | Grammy Award de la chanson de l'année            | Someone You Loved                       | Nomination | [ 102 ] |
| 2020  | Brit Awards                       | Male Solo Artist                                 | Lewis Capaldi                           | Nomination | [ 103 ] |
| 2020  | Brit Awards                       | Best New Artist                                  | Lewis Capaldi                           | Lauréat    | [ 103 ] |
| 2020  | Brit Awards                       | Song of the Year                                 | Someone You Loved                       | Lauréat    | [ 103 ] |
| 2020  | Brit Awards                       | Mastercard Album of the Year                     | Divinely Uninspired to a Hellish Extent | Nomination | [ 103 ] |
| 2020  | Global Awards                     | Best Male                                        | Lewis Capaldi                           | Nomination | [ 104 ] |
| 2020  | Global Awards                     | Best British Act                                 | Lewis Capaldi                           | Nomination | [ 104 ] |
| 2020  | Global Awards                     | Best Mass Appeal Artist                          | Lewis Capaldi                           | Lauréat    | [ 104 ] |
| 2020  | Global Awards                     | Best Song of 2019                                | Someone You Loved                       | Nomination | [ 104 ] |
| 2020  | Global Awards                     | Most Played Song 2019                            | Someone You Loved                       | Lauréat    | [ 104 ] |
| 2020  | Kids' Choice Awards               | Favourite Breakout New Artist                    | Lewis Capaldi                           | Nomination | [ 105 ] |
| 2020  | MTV Video Music Awards            | MTV Video Music Award du meilleur nouvel artiste | Lewis Capaldi                           | Nomination | [ 106 ] |
| 2020  | iHeartRadio Music Awards          | Best New Pop Artist                              | Lewis Capaldi                           | Nomination | [ 107 ] |
| 2020  | iHeartRadio Music Awards          | Best Lyrics                                      | Someone You Loved                       | Nomination | [ 107 ] |
| 2020  | Ivor Novello Awards               | Most Performed Work                              | Hold Me While You Wait                  | Nomination | [ 108 ] |
| 2020  | Billboard Music Awards            | Top Hot 100 Song                                 | Someone You Loved                       | Nomination | [ 109 ] |
| 2020  | Billboard Music Awards            | Top Selling Song                                 | Someone You Loved                       | Nomination | [ 109 ] |
| 2020  | UK Music Video Awards             | Best Pop Video UK                                | Before You Go                           | Nomination | [ 110 ] |
| 2020  | American Music Awards             | New Artist of the year                           | Lewis Capaldi                           | Nomination | [ 111 ] |
| 2020  | American Music Awards             | Favorite Artist - Adult Contemporary             | Lewis Capaldi                           | Nomination | [ 111 ] |
| 2020  | American Music Awards             | Favorite Song - Pop/rock                         | Someone You Loved                       | Nomination | [ 111 ] |
| 2020  | ARIA Music Awards                 | Best International Artist                        | Lewis Capaldi                           | Nomination | [ 112 ] |
| 2020  | NRJ Music Awards                  | Artiste masculin international de l'année        | Lewis Capaldi                           | Nomination | [ 113 ] |
| 2020  | NRJ Music Awards                  | Chanson internationale de l'année                | Before You Go                           | Nomination | [ 113 ] |
| 2020  | Scottish Music Awards             | Best UK Artist Award                             | Lewis Capaldi                           | Lauréat    | [ 114 ] |
| 2021  | iHeartRadio Music Awards          | Best Lyrics                                      | Before You Go                           | Nomination | [ 115 ] |
| 2022  | NRJ Music Awards                  | Clip international de l'année                    | Forget Me                               | Nomination |         |